# Arcovenator escotae
Arcovenator escotae ("cazador de Arc de Escota")  es la única especie conocida del género extinto Arcovenator de dinosaurio terópodo abelisáurido que vivió a  finales del período Cretácico, entre 74 y 72 millones de años atrás, en lo que es hoy Europa.

## Descripción

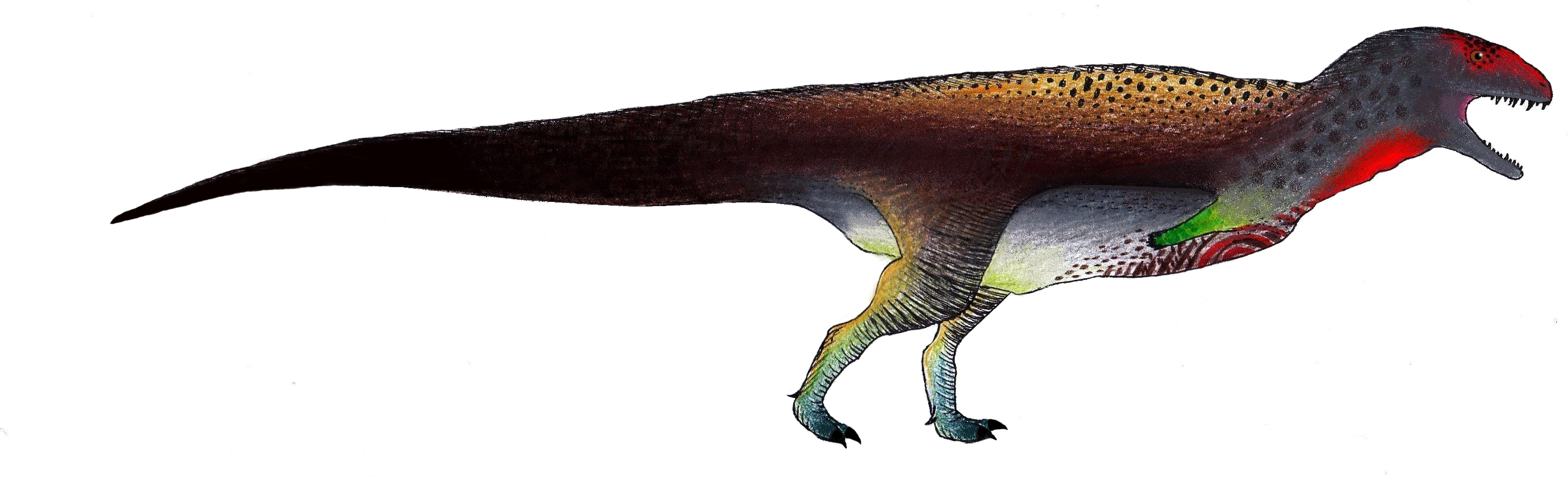
Recreación en vida.

Aunque poco profundo, el casi completo neurocráneo de Arcovenator es de tamaño similar al de Majungasaurus y Carnotaurus, lo que implica que se trata de un animal de entre 5–6 metros de largo. Pero en 2016 se estimó una longitud de 4,8 metros. La bóveda craneana muestra una única autapomorfia o rasgo de diagnóstico, un foramen situado en el medio, que posiblemente alojara a la glándula pineal, situada en la superficie posterior de un pequeño domo formado por el hueso frontal que es moderadamente grueso como en Aucasaurus, más delgado que el de Rajasaurus y mayor que el de Rugops. Algo menos característico es que sobre su órbita ocular hay una fosa baja con una pequeña fenestra bordeada por los lacrimal, frontal y postorbital. El hueso parietal bordea la fenestra supratemporal formando bordes medialmente en los bordes anteromediales de esta última, los cuales se fusionan a medida que se aproximan a la eminencia parietal, formando una cresta sagital. El postorbital es intermedio entre la forma en T plesiomórfica de Eoabelisaurus y la forma en L invertida de Carnotaurus, lo que se debe al rasgo único de tener una placa de hueso que vincula sus procesos ventral y posterior. Posee otra condición autapomórfica parecida, un grueso proceso dorsal de superficie rugosa en la órbita ocular que se extiende al lacrimal, formando un borde supraorbital óseo y, de una manera menos notable, una tuberosidad lateral rugosa en el extremo de su proceso ventral. Los procesos paroccipitales tiene unas notables barras óseas accessorias dorsales y ventrales, de modo que las depresiones lo limitan lateralmente con respecto al foramen magnum. La región del oído se parece bastante a la de Majungasaurus, aunque difiere substancialmente por tener un proceso del basipterigoides dirigido lateralmente, con una cresta proótica más corta y una menor extensión en el surco anterior a los forámenes de los nervios craneales segundo y tercero que se apartan un poco del estándar de los Majungasaurinae. El escamosal es similar al de estos excepto por el proceso parietal menos prominente. Generalmente la ornamentación ósea externa es más tenue que la de Majungasaurus. Los dientes son altos (3-5.5 centímetros) tienen dentículos sobre la parte apical de la carena mesial y a lo largo de la longitud de la carena distal, de densidad variable.
Las vértebras caudales de A. escotae son notablemente parecidas a las de Majungasaurus, aunque más comprimidas dorsoventralmente. Los centros poseen articulaciones anficelosas con facetas articulares intermedias entre las de forma circular de Ilokelesia y las de tipo más elíptico de Rajasaurus y sin poseer huecos neumáticos o articulaciones accesorias del hiposfeno-hipantro. Los procesos transversales del arco neural no están inclinadas como en los Brachyrostra.
La cresta cnemial de las tibias delgadas deArcovenator, de 51-cm de largo, está bien desarrollada como ocurre con otros abelisauroideos.  Tiene un cóndilo lateral proximal más prominente que el cóndilo medial, una leve curva anterodorsal en la sección proximal de la cresta del peroné, un borde notable distal que es longitudinal y maléolos ahusados. El peroné de casi medio metro de largo posee los rasgos anatómicos típicos de los ceratosaurios.

## Descubrimiento e investigación
Los restos fósiles de A. escotae fueron hallados cerca de Pourrières, en el departamento de Var, en la región de Provence-Alpes-Côte d'Azur, durante unas actividades de prospección paleontológica y arqueológica antes de iniciar la construcción de un tramo de la autopista A8 entre Châteauneuf-le-Rouge y Saint Maximin, Francia. Los estratos relevantes del Campaniense, hace entre 72 a 76 millones de años, de la Formación Lower Argiles Rutilantes se localizan en la cuenca geológica de Aix-en-Provence en el sureste de Francia. El holotipo de Arcovenator escotae, alojado en el Muséum d’Histoire Naturelle d’Aix-en-Provence, fue hallado en cercana asociación en un único estrato de una arenisca fluvial y se compone de los especímenes MHNA-PV-2011.12.1, un neurocráneo en articulación con un postorbital derecho, MHNA-PV-2011.12.2, un escamosal izquierdo, MHNA.PV.2011.12.15, un diente, MHNA.PV.2011.12.5, MHNA.PV.2011.12.5, una vértebra anterior caudal, MHNA.PV.2011.12.3, una tibia derecha, y MHNA.PV.2011.12.4, un peroné derecho. Dos vértebras anteriores caudales, MHNA.PV.2011.12.198 y MHNA.PV.2011.12.213 y tres dientes, MHNA.PV.2011.12.20, MHNA.PV.2011.12.187 y MHNA.PV.2011.12.297, fueron hallados cerca tanto en distancia como en profundidad y fueron también referidos a la especie. Es probable que un maxilar, el único fósil hallado del así llamado "abelisáurido de Pourcieux", sea referible por lo menos a este género teniendo en cuenta su proximidad en tiempo y espacio y los resultados del análisis filogenético.
El nombre del género, Arcovenator se deriva del río Arc, así como de la localidad situada dentro de la cuenca del río y la palabra en latín para "cazador", venator. El nombre de la especie escotae es en reconocimiento a Escota, una compañía en concesión de la autopista, la cual desde 2006 ha provisto los fondos necesarios para excavar la localidad.

## Clasificación
Arcovenator es un género de terópodo inserto en el clado Abelisauridae, el cual en la taxonomía linneana tiene el rango de familia. Este grupo tiene como parientes cercanos a los noasáuridos dentro de Abelisauroidea. A su vez, esta superfamilia forma junto con Limusaurus y Ceratosaurus el grupo Ceratosauria.
Los rasgos distintivos de los abelisáuridos son sus cráneos cortos y altos con superficies muy esculpidas, los miembros delanteros drásticamente reducidos y los miembros posteriores robustos.
Como ocurre con muchos otros clados de dinosaurios, la estructura del árbol filogenético de Abelisauridae y qué géneros pertenecen a cada subgrupo permanecen en un estado de flujo a medida que más datos son obtenidos tanto de los nuevos fósiles como al aplicar nuevas técnicas de análisis. Siendo Arcovenator escotae el hallazgo más completo e informativo desde Genusaurus en lo que se refiere a los abelisáuridos franceses, suscita los intereses paralelos de tratar de determinar su posición en relación con otros géneros y de determinar que conjunto de caracteres resuelve mejor la relación entre ellos.
Por lo tanto, Thierry Tortosa y colaboradores realizaron un análisis filogenético, el cual ha sido resumido en el cladograma de la derecha y que se basa parcialmente en trabajos anteriormente publicados incluyendo los restos fósiles más recientemente descubiertos y otros abelisáuridos franceses descritos pero aún sin nombrar. El estudio en líneas generales coincide con los resultados previos, como el obtenido tanto por Matthew Carrano y Scott Sampson (2008) como el de Diego Pol y Oliver W. M. Rauhut (2012) en el que resulta un clado que incluye por lo menos a Majungasaurus, Indosaurus y Rajasaurus, que en el último análisis agrega además a Arcovenator. Tortosa et al. nombraron a este clado como Majungasaurinae, con la categoría de subfamilia y definiéndolo como todos los abelisáuridos más cercanamente relacionados con Majungasaurus que a Carnotaurus. Los miembros de este grupo taxonómico tienen varios rasgos craneales en común incluyendo la alargada fenestra anteorbital, y un parietal con una cresta sagital que se ensancha anteriormente en una superficie triangular. También se puede señalar que, en coincidencia parcial con algunos análisis, los restos más fragmentarios de ceratosaurios franceses son situados dentro de Abelisauridae, y al contrario que otros, Abelisaurus es recuperado como un carnotaurino.

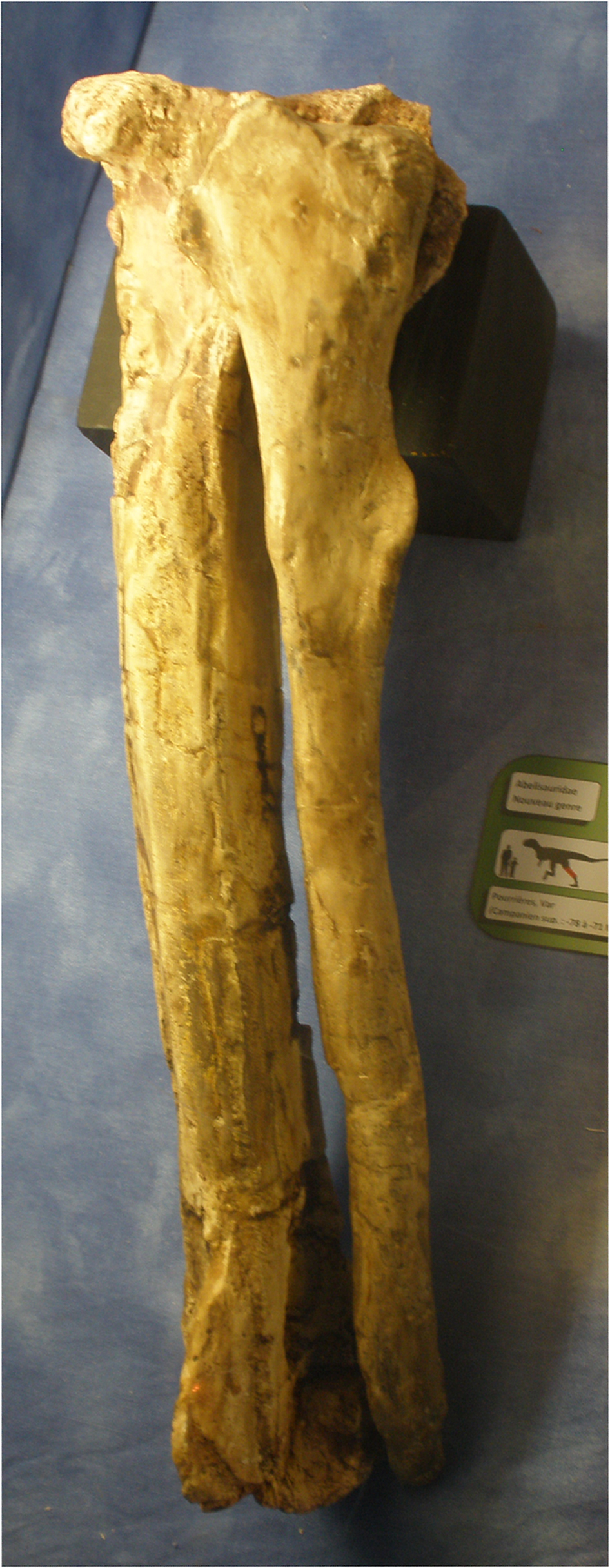
Tibia y fíbula del holotipo.

Esto también ha provisto algunos datos de la paleobiogeografía de los abelisauroideos: solo la presencia de estos en el así llamado archipiélago europeo ya reexamina las hipótesis que solo consideran a los continentes derivados de la ruptura en el Mesozoico de Gondwana. Se dedujeron dos linajes de abelisaurios europeos: uno basal, el del pequeño género del Albiense Genusaurus junto a Kryptops de África siendo su pariente cercano, y uno más avanzado, formado por Arcovenator del Campaniano junto al taxón malgache Majungasaurus y Rajasaurus de la India en el grupo Majungasaurinae. Como se infiere de la distribución de características obtenida a través del análisis filogenético hace improbable que estos linajes estuvieran más relacionados entre sí que con otros abelisáuridos, lo que sugiere que hubo una complicada serie de events concernientes a su biogeografía siendo aplicable la vicarianza al linaje más antiguo y la dispersión oceánica probable para el segundo. Estos resultados llevan a apoyar el rol de África como un eje de movimientos faunísticos entre Europa e India o Madagascar y el aislamiento de los abelisáuridos suramericanos.

### Filogenia
Versión resumida del cladograma presentado por Tortosa et al., 2013
|  | Abelisáurido de Pourcieux |
|  |                           |
|  | Arcovenator               |
|  |                           |
|  | Majungasaurus             |
|  |                           |
|  | Indosaurus                |
|  |                           |
|  | Rahiolisaurus             |
|  |                           |
|  | Rajasaurus                |
|  |                           |

| Carnotaurini | \| \| Abelisaurus \| \| \| \| \| \| Aucasaurus \| \| \| \| \| \| Pycnonemosaurus \| \| \| \| \| \| Quilmesaurus \| \| \| \| \| \| Carnotaurus \| \| \| \| |
|              | \| \| Abelisaurus \| \| \| \| \| \| Aucasaurus \| \| \| \| \| \| Pycnonemosaurus \| \| \| \| \| \| Quilmesaurus \| \| \| \| \| \| Carnotaurus \| \| \| \| |
|              | Abelisaurus |
|              | |
|              | Aucasaurus |
|              | |
|              | Pycnonemosaurus |
|              | |
|              | Quilmesaurus |
|              | |
|              | Carnotaurus |
|              | |

|  | Abelisaurus     |
|  |                 |
|  | Aucasaurus      |
|  |                 |
|  | Pycnonemosaurus |
|  |                 |
|  | Quilmesaurus    |
|  |                 |
|  | Carnotaurus     |
|  |                 |

| Carnotaurini | \| \| Abelisaurus \| \| \| \| \| \| Aucasaurus \| \| \| \| \| \| Pycnonemosaurus \| \| \| \| \| \| Quilmesaurus \| \| \| \| \| \| Carnotaurus \| \| \| \| |
|              | \| \| Abelisaurus \| \| \| \| \| \| Aucasaurus \| \| \| \| \| \| Pycnonemosaurus \| \| \| \| \| \| Quilmesaurus \| \| \| \| \| \| Carnotaurus \| \| \| \| |
|              | Abelisaurus |
|              | |
|              | Aucasaurus |
|              | |
|              | Pycnonemosaurus |
|              | |
|              | Quilmesaurus |
|              | |
|              | Carnotaurus |
|              | |

|  | Abelisaurus     |
|  |                 |
|  | Aucasaurus      |
|  |                 |
|  | Pycnonemosaurus |
|  |                 |
|  | Quilmesaurus    |
|  |                 |
|  | Carnotaurus     |
|  |                 |

| Carnotaurini | \| \| Abelisaurus \| \| \| \| \| \| Aucasaurus \| \| \| \| \| \| Pycnonemosaurus \| \| \| \| \| \| Quilmesaurus \| \| \| \| \| \| Carnotaurus \| \| \| \| |
|              | \| \| Abelisaurus \| \| \| \| \| \| Aucasaurus \| \| \| \| \| \| Pycnonemosaurus \| \| \| \| \| \| Quilmesaurus \| \| \| \| \| \| Carnotaurus \| \| \| \| |
|              | Abelisaurus |
|              | |
|              | Aucasaurus |
|              | |
|              | Pycnonemosaurus |
|              | |
|              | Quilmesaurus |
|              | |
|              | Carnotaurus |
|              | |

|  | Abelisaurus     |
|  |                 |
|  | Aucasaurus      |
|  |                 |
|  | Pycnonemosaurus |
|  |                 |
|  | Quilmesaurus    |
|  |                 |
|  | Carnotaurus     |
|  |                 |

| Carnotaurini | \| \| Abelisaurus \| \| \| \| \| \| Aucasaurus \| \| \| \| \| \| Pycnonemosaurus \| \| \| \| \| \| Quilmesaurus \| \| \| \| \| \| Carnotaurus \| \| \| \| |
|              | \| \| Abelisaurus \| \| \| \| \| \| Aucasaurus \| \| \| \| \| \| Pycnonemosaurus \| \| \| \| \| \| Quilmesaurus \| \| \| \| \| \| Carnotaurus \| \| \| \| |
|              | Abelisaurus |
|              | |
|              | Aucasaurus |
|              | |
|              | Pycnonemosaurus |
|              | |
|              | Quilmesaurus |
|              | |
|              | Carnotaurus |
|              | |

|  | Abelisaurus     |
|  |                 |
|  | Aucasaurus      |
|  |                 |
|  | Pycnonemosaurus |
|  |                 |
|  | Quilmesaurus    |
|  |                 |
|  | Carnotaurus     |
|  |                 |

| Carnotaurini | \| \| Abelisaurus \| \| \| \| \| \| Aucasaurus \| \| \| \| \| \| Pycnonemosaurus \| \| \| \| \| \| Quilmesaurus \| \| \| \| \| \| Carnotaurus \| \| \| \| |
|              | \| \| Abelisaurus \| \| \| \| \| \| Aucasaurus \| \| \| \| \| \| Pycnonemosaurus \| \| \| \| \| \| Quilmesaurus \| \| \| \| \| \| Carnotaurus \| \| \| \| |
|              | Abelisaurus |
|              | |
|              | Aucasaurus |
|              | |
|              | Pycnonemosaurus |
|              | |
|              | Quilmesaurus |
|              | |
|              | Carnotaurus |
|              | |

|  | Abelisaurus     |
|  |                 |
|  | Aucasaurus      |
|  |                 |
|  | Pycnonemosaurus |
|  |                 |
|  | Quilmesaurus    |
|  |                 |
|  | Carnotaurus     |
|  |                 |

| Carnotaurini | \| \| Abelisaurus \| \| \| \| \| \| Aucasaurus \| \| \| \| \| \| Pycnonemosaurus \| \| \| \| \| \| Quilmesaurus \| \| \| \| \| \| Carnotaurus \| \| \| \| |
|              | \| \| Abelisaurus \| \| \| \| \| \| Aucasaurus \| \| \| \| \| \| Pycnonemosaurus \| \| \| \| \| \| Quilmesaurus \| \| \| \| \| \| Carnotaurus \| \| \| \| |
|              | Abelisaurus |
|              | |
|              | Aucasaurus |
|              | |
|              | Pycnonemosaurus |
|              | |
|              | Quilmesaurus |
|              | |
|              | Carnotaurus |
|              | |

|  | Abelisaurus     |
|  |                 |
|  | Aucasaurus      |
|  |                 |
|  | Pycnonemosaurus |
|  |                 |
|  | Quilmesaurus    |
|  |                 |
|  | Carnotaurus     |
|  |                 |

| Carnotaurini | \| \| Abelisaurus \| \| \| \| \| \| Aucasaurus \| \| \| \| \| \| Pycnonemosaurus \| \| \| \| \| \| Quilmesaurus \| \| \| \| \| \| Carnotaurus \| \| \| \| |
|              | \| \| Abelisaurus \| \| \| \| \| \| Aucasaurus \| \| \| \| \| \| Pycnonemosaurus \| \| \| \| \| \| Quilmesaurus \| \| \| \| \| \| Carnotaurus \| \| \| \| |
|              | Abelisaurus |
|              | |
|              | Aucasaurus |
|              | |
|              | Pycnonemosaurus |
|              | |
|              | Quilmesaurus |
|              | |
|              | Carnotaurus |
|              | |

|  | Abelisaurus     |
|  |                 |
|  | Aucasaurus      |
|  |                 |
|  | Pycnonemosaurus |
|  |                 |
|  | Quilmesaurus    |
|  |                 |
|  | Carnotaurus     |
|  |                 |

| Carnotaurini | \| \| Abelisaurus \| \| \| \| \| \| Aucasaurus \| \| \| \| \| \| Pycnonemosaurus \| \| \| \| \| \| Quilmesaurus \| \| \| \| \| \| Carnotaurus \| \| \| \| |
|              | \| \| Abelisaurus \| \| \| \| \| \| Aucasaurus \| \| \| \| \| \| Pycnonemosaurus \| \| \| \| \| \| Quilmesaurus \| \| \| \| \| \| Carnotaurus \| \| \| \| |
|              | Abelisaurus |
|              | |
|              | Aucasaurus |
|              | |
|              | Pycnonemosaurus |
|              | |
|              | Quilmesaurus |
|              | |
|              | Carnotaurus |
|              | |

|  | Abelisaurus     |
|  |                 |
|  | Aucasaurus      |
|  |                 |
|  | Pycnonemosaurus |
|  |                 |
|  | Quilmesaurus    |
|  |                 |
|  | Carnotaurus     |
|  |                 |

|  | Abelisáurido de Pourcieux |
|  |                           |
|  | Arcovenator               |
|  |                           |
|  | Majungasaurus             |
|  |                           |
|  | Indosaurus                |
|  |                           |
|  | Rahiolisaurus             |
|  |                           |
|  | Rajasaurus                |
|  |                           |

| Carnotaurini | \| \| Abelisaurus \| \| \| \| \| \| Aucasaurus \| \| \| \| \| \| Pycnonemosaurus \| \| \| \| \| \| Quilmesaurus \| \| \| \| \| \| Carnotaurus \| \| \| \| |
|              | \| \| Abelisaurus \| \| \| \| \| \| Aucasaurus \| \| \| \| \| \| Pycnonemosaurus \| \| \| \| \| \| Quilmesaurus \| \| \| \| \| \| Carnotaurus \| \| \| \| |
|              | Abelisaurus |
|              | |
|              | Aucasaurus |
|              | |
|              | Pycnonemosaurus |
|              | |
|              | Quilmesaurus |
|              | |
|              | Carnotaurus |
|              | |

|  | Abelisaurus     |
|  |                 |
|  | Aucasaurus      |
|  |                 |
|  | Pycnonemosaurus |
|  |                 |
|  | Quilmesaurus    |
|  |                 |
|  | Carnotaurus     |
|  |                 |

| Carnotaurini | \| \| Abelisaurus \| \| \| \| \| \| Aucasaurus \| \| \| \| \| \| Pycnonemosaurus \| \| \| \| \| \| Quilmesaurus \| \| \| \| \| \| Carnotaurus \| \| \| \| |
|              | \| \| Abelisaurus \| \| \| \| \| \| Aucasaurus \| \| \| \| \| \| Pycnonemosaurus \| \| \| \| \| \| Quilmesaurus \| \| \| \| \| \| Carnotaurus \| \| \| \| |
|              | Abelisaurus |
|              | |
|              | Aucasaurus |
|              | |
|              | Pycnonemosaurus |
|              | |
|              | Quilmesaurus |
|              | |
|              | Carnotaurus |
|              | |

|  | Abelisaurus     |
|  |                 |
|  | Aucasaurus      |
|  |                 |
|  | Pycnonemosaurus |
|  |                 |
|  | Quilmesaurus    |
|  |                 |
|  | Carnotaurus     |
|  |                 |

| Carnotaurini | \| \| Abelisaurus \| \| \| \| \| \| Aucasaurus \| \| \| \| \| \| Pycnonemosaurus \| \| \| \| \| \| Quilmesaurus \| \| \| \| \| \| Carnotaurus \| \| \| \| |
|              | \| \| Abelisaurus \| \| \| \| \| \| Aucasaurus \| \| \| \| \| \| Pycnonemosaurus \| \| \| \| \| \| Quilmesaurus \| \| \| \| \| \| Carnotaurus \| \| \| \| |
|              | Abelisaurus |
|              | |
|              | Aucasaurus |
|              | |
|              | Pycnonemosaurus |
|              | |
|              | Quilmesaurus |
|              | |
|              | Carnotaurus |
|              | |

|  | Abelisaurus     |
|  |                 |
|  | Aucasaurus      |
|  |                 |
|  | Pycnonemosaurus |
|  |                 |
|  | Quilmesaurus    |
|  |                 |
|  | Carnotaurus     |
|  |                 |

| Carnotaurini | \| \| Abelisaurus \| \| \| \| \| \| Aucasaurus \| \| \| \| \| \| Pycnonemosaurus \| \| \| \| \| \| Quilmesaurus \| \| \| \| \| \| Carnotaurus \| \| \| \| |
|              | \| \| Abelisaurus \| \| \| \| \| \| Aucasaurus \| \| \| \| \| \| Pycnonemosaurus \| \| \| \| \| \| Quilmesaurus \| \| \| \| \| \| Carnotaurus \| \| \| \| |
|              | Abelisaurus |
|              | |
|              | Aucasaurus |
|              | |
|              | Pycnonemosaurus |
|              | |
|              | Quilmesaurus |
|              | |
|              | Carnotaurus |
|              | |

|  | Abelisaurus     |
|  |                 |
|  | Aucasaurus      |
|  |                 |
|  | Pycnonemosaurus |
|  |                 |
|  | Quilmesaurus    |
|  |                 |
|  | Carnotaurus     |
|  |                 |

| Carnotaurini | \| \| Abelisaurus \| \| \| \| \| \| Aucasaurus \| \| \| \| \| \| Pycnonemosaurus \| \| \| \| \| \| Quilmesaurus \| \| \| \| \| \| Carnotaurus \| \| \| \| |
|              | \| \| Abelisaurus \| \| \| \| \| \| Aucasaurus \| \| \| \| \| \| Pycnonemosaurus \| \| \| \| \| \| Quilmesaurus \| \| \| \| \| \| Carnotaurus \| \| \| \| |
|              | Abelisaurus |
|              | |
|              | Aucasaurus |
|              | |
|              | Pycnonemosaurus |
|              | |
|              | Quilmesaurus |
|              | |
|              | Carnotaurus |
|              | |

|  | Abelisaurus     |
|  |                 |
|  | Aucasaurus      |
|  |                 |
|  | Pycnonemosaurus |
|  |                 |
|  | Quilmesaurus    |
|  |                 |
|  | Carnotaurus     |
|  |                 |

| Carnotaurini | \| \| Abelisaurus \| \| \| \| \| \| Aucasaurus \| \| \| \| \| \| Pycnonemosaurus \| \| \| \| \| \| Quilmesaurus \| \| \| \| \| \| Carnotaurus \| \| \| \| |
|              | \| \| Abelisaurus \| \| \| \| \| \| Aucasaurus \| \| \| \| \| \| Pycnonemosaurus \| \| \| \| \| \| Quilmesaurus \| \| \| \| \| \| Carnotaurus \| \| \| \| |
|              | Abelisaurus |
|              | |
|              | Aucasaurus |
|              | |
|              | Pycnonemosaurus |
|              | |
|              | Quilmesaurus |
|              | |
|              | Carnotaurus |
|              | |

|  | Abelisaurus     |
|  |                 |
|  | Aucasaurus      |
|  |                 |
|  | Pycnonemosaurus |
|  |                 |
|  | Quilmesaurus    |
|  |                 |
|  | Carnotaurus     |
|  |                 |

| Carnotaurini | \| \| Abelisaurus \| \| \| \| \| \| Aucasaurus \| \| \| \| \| \| Pycnonemosaurus \| \| \| \| \| \| Quilmesaurus \| \| \| \| \| \| Carnotaurus \| \| \| \| |
|              | \| \| Abelisaurus \| \| \| \| \| \| Aucasaurus \| \| \| \| \| \| Pycnonemosaurus \| \| \| \| \| \| Quilmesaurus \| \| \| \| \| \| Carnotaurus \| \| \| \| |
|              | Abelisaurus |
|              | |
|              | Aucasaurus |
|              | |
|              | Pycnonemosaurus |
|              | |
|              | Quilmesaurus |
|              | |
|              | Carnotaurus |
|              | |

|  | Abelisaurus     |
|  |                 |
|  | Aucasaurus      |
|  |                 |
|  | Pycnonemosaurus |
|  |                 |
|  | Quilmesaurus    |
|  |                 |
|  | Carnotaurus     |
|  |                 |

| Carnotaurini | \| \| Abelisaurus \| \| \| \| \| \| Aucasaurus \| \| \| \| \| \| Pycnonemosaurus \| \| \| \| \| \| Quilmesaurus \| \| \| \| \| \| Carnotaurus \| \| \| \| |
|              | \| \| Abelisaurus \| \| \| \| \| \| Aucasaurus \| \| \| \| \| \| Pycnonemosaurus \| \| \| \| \| \| Quilmesaurus \| \| \| \| \| \| Carnotaurus \| \| \| \| |
|              | Abelisaurus |
|              | |
|              | Aucasaurus |
|              | |
|              | Pycnonemosaurus |
|              | |
|              | Quilmesaurus |
|              | |
|              | Carnotaurus |
|              | |

|  | Abelisaurus     |
|  |                 |
|  | Aucasaurus      |
|  |                 |
|  | Pycnonemosaurus |
|  |                 |
|  | Quilmesaurus    |
|  |                 |
|  | Carnotaurus     |
|  |                 |

|  | Abelisáurido de Pourcieux |
|  |                           |
|  | Arcovenator               |
|  |                           |
|  | Majungasaurus             |
|  |                           |
|  | Indosaurus                |
|  |                           |
|  | Rahiolisaurus             |
|  |                           |
|  | Rajasaurus                |
|  |                           |

| Carnotaurini | \| \| Abelisaurus \| \| \| \| \| \| Aucasaurus \| \| \| \| \| \| Pycnonemosaurus \| \| \| \| \| \| Quilmesaurus \| \| \| \| \| \| Carnotaurus \| \| \| \| |
|              | \| \| Abelisaurus \| \| \| \| \| \| Aucasaurus \| \| \| \| \| \| Pycnonemosaurus \| \| \| \| \| \| Quilmesaurus \| \| \| \| \| \| Carnotaurus \| \| \| \| |
|              | Abelisaurus |
|              | |
|              | Aucasaurus |
|              | |
|              | Pycnonemosaurus |
|              | |
|              | Quilmesaurus |
|              | |
|              | Carnotaurus |
|              | |

|  | Abelisaurus     |
|  |                 |
|  | Aucasaurus      |
|  |                 |
|  | Pycnonemosaurus |
|  |                 |
|  | Quilmesaurus    |
|  |                 |
|  | Carnotaurus     |
|  |                 |

| Carnotaurini | \| \| Abelisaurus \| \| \| \| \| \| Aucasaurus \| \| \| \| \| \| Pycnonemosaurus \| \| \| \| \| \| Quilmesaurus \| \| \| \| \| \| Carnotaurus \| \| \| \| |
|              | \| \| Abelisaurus \| \| \| \| \| \| Aucasaurus \| \| \| \| \| \| Pycnonemosaurus \| \| \| \| \| \| Quilmesaurus \| \| \| \| \| \| Carnotaurus \| \| \| \| |
|              | Abelisaurus |
|              | |
|              | Aucasaurus |
|              | |
|              | Pycnonemosaurus |
|              | |
|              | Quilmesaurus |
|              | |
|              | Carnotaurus |
|              | |

|  | Abelisaurus     |
|  |                 |
|  | Aucasaurus      |
|  |                 |
|  | Pycnonemosaurus |
|  |                 |
|  | Quilmesaurus    |
|  |                 |
|  | Carnotaurus     |
|  |                 |

| Carnotaurini | \| \| Abelisaurus \| \| \| \| \| \| Aucasaurus \| \| \| \| \| \| Pycnonemosaurus \| \| \| \| \| \| Quilmesaurus \| \| \| \| \| \| Carnotaurus \| \| \| \| |
|              | \| \| Abelisaurus \| \| \| \| \| \| Aucasaurus \| \| \| \| \| \| Pycnonemosaurus \| \| \| \| \| \| Quilmesaurus \| \| \| \| \| \| Carnotaurus \| \| \| \| |
|              | Abelisaurus |
|              | |
|              | Aucasaurus |
|              | |
|              | Pycnonemosaurus |
|              | |
|              | Quilmesaurus |
|              | |
|              | Carnotaurus |
|              | |

|  | Abelisaurus     |
|  |                 |
|  | Aucasaurus      |
|  |                 |
|  | Pycnonemosaurus |
|  |                 |
|  | Quilmesaurus    |
|  |                 |
|  | Carnotaurus     |
|  |                 |

| Carnotaurini | \| \| Abelisaurus \| \| \| \| \| \| Aucasaurus \| \| \| \| \| \| Pycnonemosaurus \| \| \| \| \| \| Quilmesaurus \| \| \| \| \| \| Carnotaurus \| \| \| \| |
|              | \| \| Abelisaurus \| \| \| \| \| \| Aucasaurus \| \| \| \| \| \| Pycnonemosaurus \| \| \| \| \| \| Quilmesaurus \| \| \| \| \| \| Carnotaurus \| \| \| \| |
|              | Abelisaurus |
|              | |
|              | Aucasaurus |
|              | |
|              | Pycnonemosaurus |
|              | |
|              | Quilmesaurus |
|              | |
|              | Carnotaurus |
|              | |

|  | Abelisaurus     |
|  |                 |
|  | Aucasaurus      |
|  |                 |
|  | Pycnonemosaurus |
|  |                 |
|  | Quilmesaurus    |
|  |                 |
|  | Carnotaurus     |
|  |                 |

| Carnotaurini | \| \| Abelisaurus \| \| \| \| \| \| Aucasaurus \| \| \| \| \| \| Pycnonemosaurus \| \| \| \| \| \| Quilmesaurus \| \| \| \| \| \| Carnotaurus \| \| \| \| |
|              | \| \| Abelisaurus \| \| \| \| \| \| Aucasaurus \| \| \| \| \| \| Pycnonemosaurus \| \| \| \| \| \| Quilmesaurus \| \| \| \| \| \| Carnotaurus \| \| \| \| |
|              | Abelisaurus |
|              | |
|              | Aucasaurus |
|              | |
|              | Pycnonemosaurus |
|              | |
|              | Quilmesaurus |
|              | |
|              | Carnotaurus |
|              | |

|  | Abelisaurus     |
|  |                 |
|  | Aucasaurus      |
|  |                 |
|  | Pycnonemosaurus |
|  |                 |
|  | Quilmesaurus    |
|  |                 |
|  | Carnotaurus     |
|  |                 |

| Carnotaurini | \| \| Abelisaurus \| \| \| \| \| \| Aucasaurus \| \| \| \| \| \| Pycnonemosaurus \| \| \| \| \| \| Quilmesaurus \| \| \| \| \| \| Carnotaurus \| \| \| \| |
|              | \| \| Abelisaurus \| \| \| \| \| \| Aucasaurus \| \| \| \| \| \| Pycnonemosaurus \| \| \| \| \| \| Quilmesaurus \| \| \| \| \| \| Carnotaurus \| \| \| \| |
|              | Abelisaurus |
|              | |
|              | Aucasaurus |
|              | |
|              | Pycnonemosaurus |
|              | |
|              | Quilmesaurus |
|              | |
|              | Carnotaurus |
|              | |

|  | Abelisaurus     |
|  |                 |
|  | Aucasaurus      |
|  |                 |
|  | Pycnonemosaurus |
|  |                 |
|  | Quilmesaurus    |
|  |                 |
|  | Carnotaurus     |
|  |                 |

| Carnotaurini | \| \| Abelisaurus \| \| \| \| \| \| Aucasaurus \| \| \| \| \| \| Pycnonemosaurus \| \| \| \| \| \| Quilmesaurus \| \| \| \| \| \| Carnotaurus \| \| \| \| |
|              | \| \| Abelisaurus \| \| \| \| \| \| Aucasaurus \| \| \| \| \| \| Pycnonemosaurus \| \| \| \| \| \| Quilmesaurus \| \| \| \| \| \| Carnotaurus \| \| \| \| |
|              | Abelisaurus |
|              | |
|              | Aucasaurus |
|              | |
|              | Pycnonemosaurus |
|              | |
|              | Quilmesaurus |
|              | |
|              | Carnotaurus |
|              | |

|  | Abelisaurus     |
|  |                 |
|  | Aucasaurus      |
|  |                 |
|  | Pycnonemosaurus |
|  |                 |
|  | Quilmesaurus    |
|  |                 |
|  | Carnotaurus     |
|  |                 |

| Carnotaurini | \| \| Abelisaurus \| \| \| \| \| \| Aucasaurus \| \| \| \| \| \| Pycnonemosaurus \| \| \| \| \| \| Quilmesaurus \| \| \| \| \| \| Carnotaurus \| \| \| \| |
|              | \| \| Abelisaurus \| \| \| \| \| \| Aucasaurus \| \| \| \| \| \| Pycnonemosaurus \| \| \| \| \| \| Quilmesaurus \| \| \| \| \| \| Carnotaurus \| \| \| \| |
|              | Abelisaurus |
|              | |
|              | Aucasaurus |
|              | |
|              | Pycnonemosaurus |
|              | |
|              | Quilmesaurus |
|              | |
|              | Carnotaurus |
|              | |

|  | Abelisaurus     |
|  |                 |
|  | Aucasaurus      |
|  |                 |
|  | Pycnonemosaurus |
|  |                 |
|  | Quilmesaurus    |
|  |                 |
|  | Carnotaurus     |
|  |                 |

|  | Abelisáurido de Pourcieux |
|  |                           |
|  | Arcovenator               |
|  |                           |
|  | Majungasaurus             |
|  |                           |
|  | Indosaurus                |
|  |                           |
|  | Rahiolisaurus             |
|  |                           |
|  | Rajasaurus                |
|  |                           |

| Carnotaurini | \| \| Abelisaurus \| \| \| \| \| \| Aucasaurus \| \| \| \| \| \| Pycnonemosaurus \| \| \| \| \| \| Quilmesaurus \| \| \| \| \| \| Carnotaurus \| \| \| \| |
|              | \| \| Abelisaurus \| \| \| \| \| \| Aucasaurus \| \| \| \| \| \| Pycnonemosaurus \| \| \| \| \| \| Quilmesaurus \| \| \| \| \| \| Carnotaurus \| \| \| \| |
|              | Abelisaurus |
|              | |
|              | Aucasaurus |
|              | |
|              | Pycnonemosaurus |
|              | |
|              | Quilmesaurus |
|              | |
|              | Carnotaurus |
|              | |

|  | Abelisaurus     |
|  |                 |
|  | Aucasaurus      |
|  |                 |
|  | Pycnonemosaurus |
|  |                 |
|  | Quilmesaurus    |
|  |                 |
|  | Carnotaurus     |
|  |                 |

| Carnotaurini | \| \| Abelisaurus \| \| \| \| \| \| Aucasaurus \| \| \| \| \| \| Pycnonemosaurus \| \| \| \| \| \| Quilmesaurus \| \| \| \| \| \| Carnotaurus \| \| \| \| |
|              | \| \| Abelisaurus \| \| \| \| \| \| Aucasaurus \| \| \| \| \| \| Pycnonemosaurus \| \| \| \| \| \| Quilmesaurus \| \| \| \| \| \| Carnotaurus \| \| \| \| |
|              | Abelisaurus |
|              | |
|              | Aucasaurus |
|              | |
|              | Pycnonemosaurus |
|              | |
|              | Quilmesaurus |
|              | |
|              | Carnotaurus |
|              | |

|  | Abelisaurus     |
|  |                 |
|  | Aucasaurus      |
|  |                 |
|  | Pycnonemosaurus |
|  |                 |
|  | Quilmesaurus    |
|  |                 |
|  | Carnotaurus     |
|  |                 |

| Carnotaurini | \| \| Abelisaurus \| \| \| \| \| \| Aucasaurus \| \| \| \| \| \| Pycnonemosaurus \| \| \| \| \| \| Quilmesaurus \| \| \| \| \| \| Carnotaurus \| \| \| \| |
|              | \| \| Abelisaurus \| \| \| \| \| \| Aucasaurus \| \| \| \| \| \| Pycnonemosaurus \| \| \| \| \| \| Quilmesaurus \| \| \| \| \| \| Carnotaurus \| \| \| \| |
|              | Abelisaurus |
|              | |
|              | Aucasaurus |
|              | |
|              | Pycnonemosaurus |
|              | |
|              | Quilmesaurus |
|              | |
|              | Carnotaurus |
|              | |

|  | Abelisaurus     |
|  |                 |
|  | Aucasaurus      |
|  |                 |
|  | Pycnonemosaurus |
|  |                 |
|  | Quilmesaurus    |
|  |                 |
|  | Carnotaurus     |
|  |                 |

| Carnotaurini | \| \| Abelisaurus \| \| \| \| \| \| Aucasaurus \| \| \| \| \| \| Pycnonemosaurus \| \| \| \| \| \| Quilmesaurus \| \| \| \| \| \| Carnotaurus \| \| \| \| |
|              | \| \| Abelisaurus \| \| \| \| \| \| Aucasaurus \| \| \| \| \| \| Pycnonemosaurus \| \| \| \| \| \| Quilmesaurus \| \| \| \| \| \| Carnotaurus \| \| \| \| |
|              | Abelisaurus |
|              | |
|              | Aucasaurus |
|              | |
|              | Pycnonemosaurus |
|              | |
|              | Quilmesaurus |
|              | |
|              | Carnotaurus |
|              | |

|  | Abelisaurus     |
|  |                 |
|  | Aucasaurus      |
|  |                 |
|  | Pycnonemosaurus |
|  |                 |
|  | Quilmesaurus    |
|  |                 |
|  | Carnotaurus     |
|  |                 |

| Carnotaurini | \| \| Abelisaurus \| \| \| \| \| \| Aucasaurus \| \| \| \| \| \| Pycnonemosaurus \| \| \| \| \| \| Quilmesaurus \| \| \| \| \| \| Carnotaurus \| \| \| \| |
|              | \| \| Abelisaurus \| \| \| \| \| \| Aucasaurus \| \| \| \| \| \| Pycnonemosaurus \| \| \| \| \| \| Quilmesaurus \| \| \| \| \| \| Carnotaurus \| \| \| \| |
|              | Abelisaurus |
|              | |
|              | Aucasaurus |
|              | |
|              | Pycnonemosaurus |
|              | |
|              | Quilmesaurus |
|              | |
|              | Carnotaurus |
|              | |

|  | Abelisaurus     |
|  |                 |
|  | Aucasaurus      |
|  |                 |
|  | Pycnonemosaurus |
|  |                 |
|  | Quilmesaurus    |
|  |                 |
|  | Carnotaurus     |
|  |                 |

| Carnotaurini | \| \| Abelisaurus \| \| \| \| \| \| Aucasaurus \| \| \| \| \| \| Pycnonemosaurus \| \| \| \| \| \| Quilmesaurus \| \| \| \| \| \| Carnotaurus \| \| \| \| |
|              | \| \| Abelisaurus \| \| \| \| \| \| Aucasaurus \| \| \| \| \| \| Pycnonemosaurus \| \| \| \| \| \| Quilmesaurus \| \| \| \| \| \| Carnotaurus \| \| \| \| |
|              | Abelisaurus |
|              | |
|              | Aucasaurus |
|              | |
|              | Pycnonemosaurus |
|              | |
|              | Quilmesaurus |
|              | |
|              | Carnotaurus |
|              | |

|  | Abelisaurus     |
|  |                 |
|  | Aucasaurus      |
|  |                 |
|  | Pycnonemosaurus |
|  |                 |
|  | Quilmesaurus    |
|  |                 |
|  | Carnotaurus     |
|  |                 |

| Carnotaurini | \| \| Abelisaurus \| \| \| \| \| \| Aucasaurus \| \| \| \| \| \| Pycnonemosaurus \| \| \| \| \| \| Quilmesaurus \| \| \| \| \| \| Carnotaurus \| \| \| \| |
|              | \| \| Abelisaurus \| \| \| \| \| \| Aucasaurus \| \| \| \| \| \| Pycnonemosaurus \| \| \| \| \| \| Quilmesaurus \| \| \| \| \| \| Carnotaurus \| \| \| \| |
|              | Abelisaurus |
|              | |
|              | Aucasaurus |
|              | |
|              | Pycnonemosaurus |
|              | |
|              | Quilmesaurus |
|              | |
|              | Carnotaurus |
|              | |

|  | Abelisaurus     |
|  |                 |
|  | Aucasaurus      |
|  |                 |
|  | Pycnonemosaurus |
|  |                 |
|  | Quilmesaurus    |
|  |                 |
|  | Carnotaurus     |
|  |                 |

| Carnotaurini | \| \| Abelisaurus \| \| \| \| \| \| Aucasaurus \| \| \| \| \| \| Pycnonemosaurus \| \| \| \| \| \| Quilmesaurus \| \| \| \| \| \| Carnotaurus \| \| \| \| |
|              | \| \| Abelisaurus \| \| \| \| \| \| Aucasaurus \| \| \| \| \| \| Pycnonemosaurus \| \| \| \| \| \| Quilmesaurus \| \| \| \| \| \| Carnotaurus \| \| \| \| |
|              | Abelisaurus |
|              | |
|              | Aucasaurus |
|              | |
|              | Pycnonemosaurus |
|              | |
|              | Quilmesaurus |
|              | |
|              | Carnotaurus |
|              | |

|  | Abelisaurus     |
|  |                 |
|  | Aucasaurus      |
|  |                 |
|  | Pycnonemosaurus |
|  |                 |
|  | Quilmesaurus    |
|  |                 |
|  | Carnotaurus     |
|  |                 |

## Paleoecología
Arcovenator escotae vivió en la isla Íbero-Armórica, una masa terrestre relativamente grande que comprendía partes de las actuales Francia, España y Portugal. La subsidencia compresional de la cuenca de Aix-en-Provence era movimiento endorreico de relieve bajo localizado en la paleolatitud de 35° N, y tenía sus límites al norte y al sur con colinas de caliza, que eran respectivamente los macizos de Sainte Victoire y de Etoile, y al este los Montes Maure. El sedimento de estos terrenos fluía a lo largo de los ríos hacia un lago permanente que originaron sedimentos lacustres, aluviales y fluviales intercalados en la época de Arcovenator, cuando el clima era cálido y subhúmedo, con una marcada estacionalidad. Los restos fósiles fueron hallados en uno de los varios niveles de arenisca fluvial de la formación, característicos de una desembocadura de un río o de un lóbulo de derrame, junto con restos de tiburones hibodontes, las tortugas Foxemys y Solemys, los crocodilomorfos Musturzabalsuchus e Ischyrochampsa, pterosaurios azdárquidos, saurópodos titanosaurios, el ornitópodo Rhabdodon y nodosáuridos. La abundancia de restos fragmentarios de abelisáuridos de tamaño mediano, especialmente dientes en esta y otras localidades de la región muestran que estos animales pudieron haber sido relativamente comunes en el paisaje.